# Sweet Home, Oregon
Sweet Home är en ort grundad 1893 i Linn County i delstaten Oregon, USA. Befolkningen uppgick till 8 016 invånare år 2000.